# Ружмон (Кот-д’Ор)
Ружмо́н (фр. Rougemont) — коммуна во Франции, находится в регионе Бургундия. Департамент коммуны — Кот-д’Ор. Входит в состав кантона Монбар. Округ коммуны — Монбар.
Код INSEE коммуны — 21530.

## Население
Население коммуны на 2010 год составляло 178 человек.
| 1962 | 1968 | 1975 | 1982 | 1990 | 1999 | 2010 |
| ---- | ---- | ---- | ---- | ---- | ---- | ---- |
| 244  | 223  | 192  | 167  | 158  | 170  | 178  |

## Экономика
В 2010 году среди 101 человека трудоспособного возраста (15—64 лет) 72 были экономически активными, 29 — неактивными (показатель активности — 71,3 %, в 1999 году было 63,1 %). Из 72 активных жителей работали 64 человека (34 мужчины и 30 женщин), безработных было 8 (4 мужчины и 4 женщины). Среди 29 неактивных 9 человек были учениками или студентами, 14 — пенсионерами, 6 были неактивными по другим причинам.